# Jakob Sporrenberg
Jakob Sporrenberg (Düsseldorf, 16 settembre 1902 – Varsavia, 6 dicembre 1952) è stato un generale tedesco ed un criminale di guerra nazista, condannato alla pena di morte a Varsavia.
Era a capo delle SS e tenente generale della polizia a Minsk e Lublino.

## Biografia
Nato a Dusseldorf, Sporrenberg si unisce al partito nazista nel 1925, nel 1929 diventa ufficiale della Sturmabteilungen, per poi passare un anno dopo alle SS, guadagnandosi il grado di Brigadeführer nel 1933. Dal 1941 al 1943 è stato SS- und Polizeiführer a Minsk. Nel 1943 Sporrenberg ha fatto parte dello staff di Erich von dem Bach-Zelewski per combattere i partigiani russi. Successivamente prende il posto di Odilo Globočnik come capo delle SS a Lublino nel Governatorato Generale della Polonia occupata nell'agosto del 1943. In questa veste organizzò la Aktion Erntefest, un'operazione che mirava all'eliminazione di tutti gli ebrei rimasti a Lublino. L'operazione portò all'uccisione di 42.000 ebrei..
Nel novembre del 1944 Sporrenberg e molti dei suoi uomini furono riassegnati in Norvegia, dove vennero catturati dalle forze armate inglesi alla fine della guerra. Un risultato della sua interrogazione è stato il trasferimento di Sporrenberg dal Detachment PWIS a Oslo in Norvegia al centro di interrogatori MI19 a Kensington Gardens di Londra, noto come London Cage; per ulteriori interrogatori dall'unità di interrogatori di crimini di guerra. Il suo interrogatorio fece molta luce sulle attività di Globocnik a Lublino, e la sua partecipazione a molti crimini di guerra commessi in Polonia e in Unione Sovietica.
Sporrenberg è stato estradato a Varsavia nel 1946 e condannato a morte da una corte polacca nel 1950, la sentenza venne eseguita il 6 dicembre del 1952, tramite impiccagione.

## Il dopoguerra
Il nome di Sporrenberg sarebbe legato al progetto segreto tedesco Die Glocke, secondo lo scrittore polacco Igor Witkowski, che sosteneva di aver scoperto l'esistenza dell'operazione dalla trascrizione degli interrogatori di Sporrenberg. Witowski sostiene di avere avuto accesso alle trascrizioni da una fonte anonima dei servizi segreti polacchi.